# Joyride (album Roxette)
Joyride è il terzo album in studio del duo pop svedese Roxette, pubblicato nel 1991.

## Descrizione
Joyride è un album con sonorità Pop rock, prodotto da Clarence Öfwerman e Anders Herrlin (Gyllene Tider).

### Edizioni
Joyride è stato pubblicato in LP solo con 12 canzoni. I Remember You, un nuovo arrangiamento di Soul Deep e Church Of Your Heart sono stati pubblicati successivamente, nella versione CD e MC dell'album, mentre negli Stati Uniti e in Canada il brano I Remember You è stato pubblicato solo nel singolo Fading Like A Flower (Every Time You Leave).

### Singoli
Include hit come Joyride, singolo che ne anticipa l'uscita, e The Big L..

## Tracce
LP
- Lato A:

1. Joyride – 4:30
2. Hotblooded – 3:23
3. Fading Like a Flower (Every Time You Leave) – 3:54
4. Knockin' On Every Door – 4:00
5. Spending My Time – 4:39
6. Watercolours in the Rain – 3:39

Durata totale: 24:05
- Lato B

1. The Big L. – 4:29
2. (Do You Get) Excited? – 4:18
3. Small Talk – 3:54
4. Physical Fascination – 3:31
5. Things Will Never Be the Same – 4:29
6. Perfect Day – 4:06

Durata totale: 24:47
CD e MC
1. Joyride – 4:30
2. Hotblooded – 3:23
3. Fading Like a Flower (Every Time You Leave) – 3:54
4. Knockin' On Every Door – 4:00
5. Spending My Time – 4:39
6. I Remember You – 3:55
7. Watercolours in the Rain – 3:39
8. The Big L. – 4:29
9. Soul Deep – 3:35
10. (Do You Get) Excited? – 4:18
11. Church of Your Heart – 3:20
12. Small Talk – 3:54
13. Physical Fascination – 3:31
14. Things Will Never Be the Same – 4:29
15. Perfect Day – 4:06

Durata totale: 59:42
CD e MC - USA e Canada
1. Joyride – 4:30
2. Hotblooded – 3:23
3. Fading Like a Flower (Every Time You Leave) – 3:54
4. Knockin' On Every Door – 4:00
5. Spending My Time – 4:39
6. Soul Deep – 3:35
7. Watercolours in the Rain – 3:39
8. The Big L. – 4:29
9. (Do You Get) Excited? – 4:18
10. Church of Your Heart – 3:20
11. Small Talk – 3:54
12. Physical Fascination – 3:31
13. Things Will Never Be the Same – 4:29
14. Perfect Day – 4:06

Durata totale: 55:47

## Versione 2009 "Rox Archives vol. 3 / File Under Pop"
Nel 2009 è stata pubblicata dalla Capitol una versione rimasterizzata dell'album Joyride, ed estesa, in versione CD, con altre 3 canzoni, in una confezione eco-pack, cartonata, dalle dimensioni ridotte di un CDS che riproduce la copertina e che all'interno contiene un booklet molto semplice con i testi, mentre in una versione digitale, reperibile tramite ITunes, con 3 ulteriori bonus tracks.

## Tracce
1. Joyride – 4:30
2. Hotblooded – 3:23
3. Fading Like a Flower (Every Time You Leave) – 3:54
4. Knockin' On Every Door – 4:00
5. Spending My Time – 4:39
6. I Remember You – 3:55
7. Watercolours in the Rain – 3:39
8. The Big L. – 4:29
9. Soul Deep – 3:35
10. (Do You Get) Excited? – 4:18
11. Church of Your Heart – 3:20
12. Small Talk – 3:54
13. Physical Fascination – 3:31
14. Things Will Never Be the Same – 4:29
15. Perfect Day – 4:06
16. The Sweet Hello, The Sad Goodbye (B-Side di "Spending My Time")
17. Love Spins (Demo Version) – da "The RoxBox"
18. Seduce Me (Demo Version) – B-Side di "June Afternoon"
19. Come Back (Before You Leave) (Demo Version) – B-Side di "Church Of Your Heart"
20. Joyride (US single version, mix by Brain Malouf) – A-Side di "Joyride"
21. Fading Like a Flower (Every Time You Leave) (US single version, mix by Humberto Gatica) – Radio Single USA

## Formazione

### Gruppo
- Marie Fredriksson - voce
- Per Gessle - voce, chitarra solista

### Altri musicisti
- Jonas Isacsson - chitarra ritmica
- Clarence Öfwerman - tastiere, programmazione
- Anders Herrlin - basso, programmazione
- Pelle Alsing - batteria, percussioni
- Staffan Öfwerman - cori

## Crediti
Prodotto e arrangiato da Clarence Öfwerman
Tutte le canzoni pubblicate da Jimmy Fun Music, eccetto "Hotblooded" e "Watercolours In The Rain" (Jimmy Fun Music/Shock the Music) e "Soul Deep" (Happy Accident Music).

## Promo
- The Sweet Hello The Sad Goodbye (Promo-CD)
- (Do You Get) Excited? (Video)